# Incheville

Incheville este o comună în departamentul Seine-Maritime, Franța. În 1 ianuarie 2022 avea o populație de 1.138 de locuitori.

## Personalități născute aici
- Pierre Gros (n. 1939), istoric.